# Jean d’Ormesson
Jean Bruno Wladimir François-de-Paule Le Fèvre d’Ormesson (n. 16 iunie 1925, Paris, Île-de-France, Franța – d. 5 decembrie 2017, Neuilly-sur-Seine, Île-de-France, Franța) a fost un scriitor și jurnalist francez, membru al Academiei Franceze (din 1973) și membru de onoare al Academiei Române (din 1995).

## Scrieri
- L'Amour est un plaisir, Juillard 1956 (roman)
- Du côté de chez Jean, Juillard 1959 (eseuri)
- Un amour pour rien, Juillard 1960 (roman)
- Au revoir et merci, Juillard 1966 (eseuri)
- Les Illusions de la mer, Juillard 1968 (roman)
- La Gloire de l'Empire, Gallimard 1971
- Au plaisir de Dieu, Gallimard 1974 (roman)
- Le Vagabond qui passe sous une ombrelle trouée, Gallimard 1978 (eseuri)
- Dieu, sa vie, son œuvre, Gallimard, 1981 (roman)
- Mon dernier rêve sera pour vous, Editions J.C. Lattès 1982 (Biographie)
- Jean qui grogne et Jean qui rit, Editions J.C. Lattès 1984 (cronici)
- Le Vent du soir, Editions J.C. Lattès 1985 (roman)
- Tous les hommes en sont fous, Editions J.C. Lattès 1986 (roman)
- Le Bonheur à San Miniato, Editions J.C. Lattès 1987
- Album Chateaubriand, Gallimard 1988
- Garçon de quoi écrire, Gallimard 1989
- Histoire du juif errant, Gallimard 1991 (roman)
- Tant que vous penserez à moi, Grasset 1992 (dialoguri cu Emmanuel Berl)
- La Douane de mer, Gallimard 1994 (roman)
- Presque rien sur presque tout, Gallimard 1995 (roman)
- Casimir mène la grande vie, Gallimard 1997 (roman)
- Une autre histoire de la littérature française, Éditions du Nil, Bd.1 1997, Bd.2, 1998
- Le Rapport Gabriel, Gallimard 1999 (roman)
- Voyez comme on danse, Robert Laffont 2001
- C'était bien, Gallimard 2003
- Et toi, mon cœur, pourquoi bats-tu?, Robert Laffont 2003
- Une fête en larmes, Robert Laffont 2005 (roman)
- La Création du monde, Robert Laffont 2006
- Odeur du temps, Editions Héloïse d'Ormesson 2007
- La vie ne suffit pas, Robert Laffont 2007
- Qu'ai-je donc fait , Éditions Robert Laffont 2008
- L'enfant qui attendait un train, 2009, Editions Héloïse d'Ormesson 2009
- Saveur du temps, Editions Héloïse d'Ormesson 2009
- C'est une chose étrange à la fin que le monde, Éditions Robert Laffont 2010
- Un jour je m'en irai sans en avoir tout dit, Éditions Robert Laffont 2013